# Grand Prix Belgii 1931
Grand Prix Belgii 1931 (oryg. III Grand Prix de Belgique) – jeden z wyścigów Grand Prix rozegranych w 1931 roku oraz trzecia runda Mistrzostw Europy AIACR.

## Lista startowa
| Nr | Kierowca                                | Zespół                 | Samochód           | Silnik                |   |
| -- | --------------------------------------- | ---------------------- | ------------------ | --------------------- | - |
| 2  | Ferdinando Minoia Giovanni Minozzi      | SA Alfa Romeo          | Alfa Romeo 8C 2300 | Alfa Romeo 2.3 S-8    | ? |
| 4  | William Grover-Williams Caberto Conelli | Automobiles E. Bugatti | Bugatti T51        | Bugatti 2.3 S-8       | ? |
| 6  | Albert Divo Guy Bouriat                 | Automobiles E. Bugatti | Bugatti T51        | Bugatti 2.3 S-8       | ? |
| 8  | Henri Stoffel Boris Iwanowski           | prywatny               | Mercedes-Benz SSK  | Mercedes-Benz 7.1 S-6 | ? |
| 10 | Tazio Nuvolari Baconin Borzacchini      | SA Alfa Romeo          | Alfa Romeo 8C 2300 | Alfa Romeo 2.3 S-8    | ? |
| 12 | Achille Varzi Louis Chiron              | Automobiles E. Bugatti | Bugatti T51        | Bugatti 2.3 S-8       | ? |
| 14 | Giuseppe Campari Goffredo Zehender      | SA Alfa Romeo          | Alfa Romeo 8C 2300 | Alfa Romeo 2.3 S-8    | ? |
| 16 | Tim Birkin Brian Lewis                  | prywatny               | Alfa Romeo 8C 2300 | Alfa Romeo 2.3 S-8    | ? |
| 18 | Jean-Pierre Wimille Jean Gaupillat      | prywatny               | Bugatti T51        | Bugatti 2.3 S-8       | ? |
| 20 | François Montier                        | prywatny               | Montier-Ford       | Ford 2.8 S-4          | ? |
| 22 | Charles Montier Ducolombier             | prywatny               | Montier-Ford       | Ford 2.8 S-4          | ? |
| 24 | Jean Pesato Pierre Félix                | prywatny               | Alfa Romeo 6C      | Alfa Romeo 1750 1.8   | ? |
| Nr | Kierowca                                | Zespół                 | Samochód           | Silnik                |   |

## Wyniki

### Wyścig

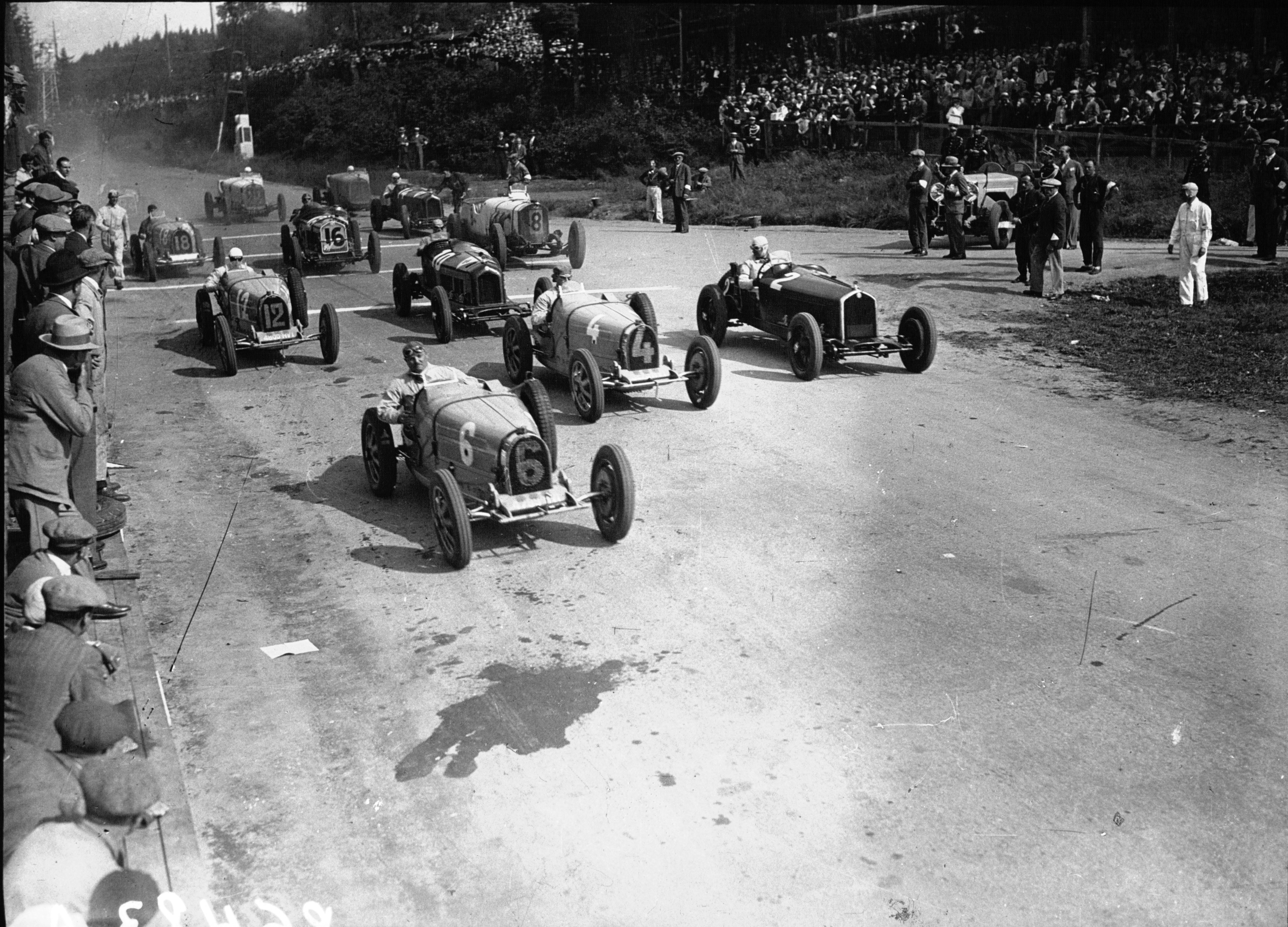
Start wyścigu

Źródło: kolumbus.fi
| P                 | + / – | Nr | Kierowca                                | Konstruktor   | Okr. | Czas / Strata      | Komentarz |
| ----------------- | ----- | -- | --------------------------------------- | ------------- | ---- | ------------------ | --------- |
| 1                 | 1     | 4  | William Grover-Williams Caberto Conelli | Bugatti       | 88   | 1320,399 km        |           |
| 2                 | 3     | 10 | Tazio Nuvolari Baconin Borzacchini      | Alfa Romeo    | 88   | -11 km             |           |
| 3                 | 2     | 2  | Ferdinando Minoia Giovanni Minozzi      | Alfa Romeo    | 85   | +3 okr             |           |
| 4                 | 4     | 16 | Tim Birkin Brian Lewis                  | Alfa Romeo    | 83   | +5 okr             |           |
| 5                 | 1     | 8  | Henri Stoffel Boris Iwanowski           | Mercedes-Benz | 81   | +7 okr             |           |
| 6                 | 6     | 24 | Jean Pesato Pierre Félix                | Alfa Romeo    | 73   | +15 okr            |           |
| 7                 | 3     | 22 | Charles Montier Ducolombier             | Montier-Ford  | 58   | +30 okr            |           |
| Niesklasyfikowani |       |    |                                         |               |      |                    |           |
|                   |       | 18 | Jean-Pierre Wimille Jean Gaupillat      | Bugatti       | 65   | Skrzynia biegów    |           |
|                   |       | 20 | François Montier                        | Montier-Ford  | 56   | Awaria mechaniczna |           |
|                   |       | 6  | Albert Divo Guy Bouriat                 | Bugatti       | 51   | Dyferencjał        |           |
|                   |       | 12 | Achille Varzi Louis Chiron              | Bugatti       | 44   | magneto            |           |
|                   |       | 14 | Giuseppe Campari Goffredo Zehender      | Alfa Romeo    | 40   | Pożar              |           |
| P                 | + / – | Nr | Kierowca                                | Konstruktor   | Okr. | Czas / Strata      | Komentarz |

### Najszybsze okrążenie
Źródło: teamdan.com
| Nr | Kierowca     | Konstruktor | Czas   | Okr. |
| -- | ------------ | ----------- | ------ | ---- |
| 12 | Louis Chiron | Bugatti     | 6:18,6 |      |